# 江利智惠美

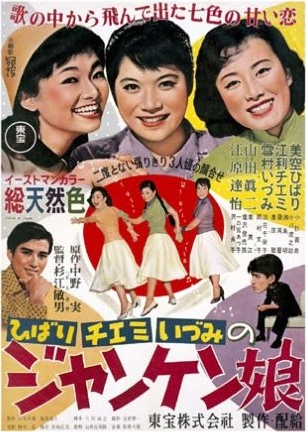
美空云雀、江利智惠美、雪村泉主演的电影《猜拳儿女》

江利智惠美（えり チエミ、1937年1月11日—1982年2月13日）、本名久保智惠美（くぼ ちえみ），日本的歌手、女演员，与美空云雀、雪村泉合称“三人娘”。

## 略歷
父亲久保益雄曾是自学单簧管、电子琴乐师，母亲谷崎歳子是东京少女歌剧出身的演员，智惠美遗传了父母的音乐和表演天赋。
与美空云雀不同的是，云雀对母亲声称“我要当歌手”的梦想的情况下进入乐坛。而智惠美是因父亲失业、母亲重病卧床，家計窮困，为了替3个哥哥分担压力，1949年她与陸軍士官学校出身的大哥和父亲组成3位4角的演艺活动，当时她才12岁。在美军驻地周围表演期间，智惠美成为美军的偶像，被昵称为“艾莉”（エリー），母亲为她选择的艺名“江利チエミ”即来自于此。她所唱的歌曲《運命の曲》翻唱自经典华尔兹歌曲《田纳西华尔兹》（Tennessee Waltz），1952年她的首张唱片发行，当时江利年僅15岁。但母亲在她出道之前的1951年6月逝世。
同年，她首次主演的电影《馴獸師少女》（猛獣使いの少女），被称为“美空云雀之后的天才少女”。
出道后的第二年，1953年春，她前往美国灌制《ゴメンナサイ / プリティ・アイド・ベイビー》专辑，并登上流行歌曲排行榜榜首，这是日本人首次取得这一成绩。她与美空云雀、雪村泉合称“三人娘”，风靡一时。三人並在1955年合演《猜拳儿女》（ジャンケン娘）等一系列影片。
1959年，江利智惠美和東映映画的男演员高仓健結婚，组成家庭。3年后的1962年，江利怀孕后罹患重度的妊娠高血壓症候群（当时称“妊娠中毒症”），被迫做了流产手术。之后，两人膝下无子。
1963年，江利智惠美的艺人生涯达到顶峰，当年她獲选为NHK红白歌合战的紅組主持人，一直到1968年，她是这个节目当时的连续出场最多记录、史上出场最多记录的保持者。1968年，她最后一次参加红白的演出。1969年，江利智惠美落选“希望参加红白的歌手”名单，深受重创。1970年1月21日她在世田谷区瀬田的住宅被火灾烧毁，之后像父亲一样慈祥的哥哥也突然撒手人寰，1971年由於異母姊姊基於嫉妒心的報復行為，在歷經誹謗中傷後造成江利与高仓健的婚姻走到尽头，1972年遭遇日本航空351航班劫机事件，而且異父姊以江利的名義向銀行、高利貸借款，連不動產都遭到抵押而獨自扛起責任還債（後來這名異父姊遭江利提告而入獄），不幸的事件接踵而来。在此后的14年中，江利一直郁郁寡欢，过着离群索居的生活。
1982年（昭和57年）2月13日午後，在东京都港区高轮町的江利智惠美公寓中，经纪人发现睡在卧室床上的江利已经停止呼吸，之后被确认死亡。根据当时法医的报告，她的主要死因是脑中风、以及呕吐物卡在气管內导致窒息死亡。另外怀疑她在几天前罹患感冒后，分别前后喝酒、服用感冒药、牛奶等，在有暖气的房间内，酒精和药物加速对人体的影响，导致她在睡梦中突然发生急性脑溢血，并引起呕吐，呕吐物在喉头阻塞而窒息死亡。在過世前一天，她还在熊本参加当地和服商社主办的活动。
江利智惠美的突然驟逝，使圈內知己美空云雀、雪村泉、清川虹子等人在葬礼上痛哭流涕，哀悼她的英年早逝。2月16日出殡时，她身穿结婚时的新娘服装。葬礼当天前夫高仓健並没有露面，只以本名“小田剛一”名義送上供花。

## 脚注
1. ↑  後來，高倉健每逢江利的忌日，都持續悄悄在一大早前往掃墓獻花，並以本名名義送上線香。